# Lindau, Zürich
Lindau är en ort och kommun i distriktet Pfäffikon i kantonen Zürich, Schweiz. Kommunen har 5 875 invånare (2023).
Kommunens förvaltning ligger i Lindau, men i kommunen finns även orterna Tagelswangen, Winterberg, Grafstal och Kemptthal. De tre förstnämnda har alla fler invånare än Lindau.
| Ort                  | Invånare 1 jan 2019 |
| -------------------- | ------------------- |
| Grafstal / Kemptthal | 1 471               |
| Lindau               | 809                 |
| Tagelswangen         | 2 331               |
| Winterberg           | 952                 |